# إيان غوديسون

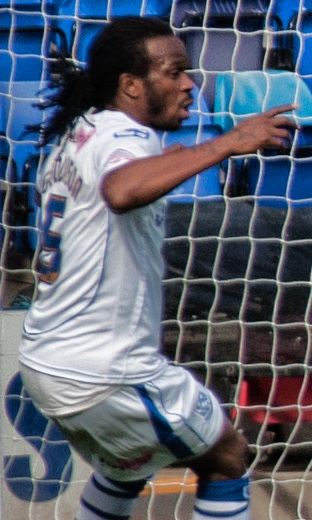

إيان غوديسون (بالإنجليزية: Ian Goodison) (مواليد 21 سبتمبر 1972 في مونتيغو باي) لاعب كرة قدم جامايكي دولي يجيد اللعب في خط الدفاع . يلعب حاليا لصالح نادي ترانمير روفرز الإنجليزي منذ 2004 .

## روابط خارجية
- إيان غوديسون على موقع الاتحاد الدولي (مؤرشف)  (الإنجليزية)
- إيان غوديسون على موقع قاعدة بيانات كرة القدم.إي يو (الإنجليزية)
- إيان غوديسون على موقع ناشيونال فوتبول تيمز (الإنجليزية)
- إيان غوديسون على موقع Soccerbase.com (لاعب) (الإنجليزية)
- إيان غوديسون على موقع Soccerway.com (الإنجليزية)
- إيان غوديسون على موقع كووورة